# Wolfgang Fietz
Wolfgang „Flipper“ Fietz (* 8. November 1953 in Nürnberg) war in den 1970er-Jahren einer der besten Kletterer der Welt und prägte wesentlich das Bouldern, insbesondere in der Fränkischen Schweiz. 
Er konnte in vielen, damals als nicht kletterbar geltenden Projekten als erster Abschnitte frei klettern, und legte damit den Grundstein für die Leistungsexplosion in den 1990er Jahren.

## Erstbegehungen
- 1979 Elektrischer Sturm in der Hölle (Fb. 7a+/7b)
- 1979 Fallout (Fb. 7a+)
- 1981 Maud (Fb. 7a)
- 1982 England grüßt Falkland (Fb. 7b+)

## Erstmals ausgeboulderte Routen
- The Face (UIAA 10-); erstbegangen 1983 von Jerry Moffatt; zweite europäische Route in diesem Schwierigkeitsgrad
- Kanal im Rücken (10), erstbegangen 1984 von Wolfgang Güllich; weltweit erste Route in diesem Schwierigkeitsgrad
- Kamasutra 218 (10), erstbegangen 1986 von Wolfgang Güllich
- Kaum Zeit zum Atmen (10-) erstbegangen 1985 von Wolfgang Güllich
- Mr. Magnesia (9+), erstbegangen 1983 von Wolfgang Güllich
- Syphon (10), erstbegangen 1990 von Wolfgang Güllich